# Miehea
Miehea là một chi rêu trong họ Hylocomiaceae.